# Немиричи
Немиричи (пол. Niemiryczowie herbu Klamry, Niemirycz, Niemierycz, Niemierzyc) — Украинский шляхетский род герба «Клямры», происходивший из Киевского воеводства.

## История
Род Немиричей имел тесные связи с Великим княжеством Московским. В 1436 году два родных брата Станислав и Казимир Немиричи из Рославля перешли на службу к великому князю Василию Васильевичу Темному, за что были пожалованы вотчинами и фамилией Расловлевых.
Древнейшие сохранившиеся сведения касаются 1510 года. По легенде, предки Немиричей — новгородские бояре — переселились в XV веке из Новгородской республики в Великое княжество Литовское, где получили большие украинские владения. Данное упоминание имеется в книге Е.П. Карнович: Родовые прозвания и титулы в России и слияние иноземцев с русскими. На странице  №48 имеется запись: Знатные некогда польские паны Немиричи были чисто-новгородского происхождения. Новгородский посадник в 1463 году Иван Васильевич Немир, сторонник Литвы.
В конце XVI века род разделился на две ветви — Черняховскую и Олевскую. В начале XVII века Немиричи приняли протестантизм. В условиях постоянной борьбы с католиками за сферы влияния богатые протестантские семьи стремились дать своим детям лучшее по тем временам образование.

## Известные представители
- Ивашко Немирич (пол. Iwaszko Niemirycz) — королевский дворянин и чернобыльский державец (1514—1524). Первый из рода, кто расширил родовые владения в Овруцком повете. В 1529 году он получил привилей построить на левом берегу реки Ирша ниже Малина замок и заложить поселение. Эта местность, названная Городище, стала наследственной собственностью рода Немиричей.
- Иосиф Немирич (годы жизни неизвестны) — сын Ивашко Немирича; киевский земский судья (1580—1590)
  - Симеон (Семен)
  - Иван
    - Федора — жена Александра Ганского

  - Матвей Немирич (годы жизни неизвестны) — сын Иосифа Немирича; основатель Люблинского братства, родоначальник Олевской ветви рода Немиричей. Её представители поддерживали православие, а на второй половине XVII века полонизировались и приняли католичество
    - Кшиштоф
    - Богумила — жена пинского стольника Андрея Терлецкого

  - Андрей Немирич (годы жизни неизвестны) — сын Иосифа Немирича; киевский земский судья. Родоначальник Черняховской ветви рода, представители которого были сторонниками протестантской течения социниан.
    - Александра Немирич, 1-й муж — Иван Загоровский, 2-й муж — каштелян киевский Роман Гойский
    - Стефан Немирич (? — 1630) — подкоморий киевский, отец Юрия Немирича. Учился в Альтдорфском и Базельском университетах. Участвовал во заключении Куруковская договора 1625 года. В 1626 году в Черняхове открыл социнианского школу среднего образовательного уровня
      - Юрий Немирич (около 1612—1659) — внук Андрея Немирича, сын Стефана Андреевича и Марты Войнаровской. Украинский государственный и политический деятель конца 50-х годов XVII века, дипломат, военный деятель, полковник (воинское звание ему лично предоставил Богдан Хмельницкий), учился в выдающихся европейских университетах Кембриджском и Оксфордском (Англия) и Сорбонском (Франция), свободно владел несколькими иностранными языками считался лучшим оратором своего времени.
        - Федор (Теодор) Немирич (1648 — ок. 1700) — староста тарногорский
        - Томаш — погиб учеником школы в Кисилини
        - Варвара (Барбара), 1-й муж — Иероним Гратус Москожевский, 2-й муж подкоморий киевский Марциан Чалиц
          - Дорота (Москожевская) — жена брацлавского каштеляна Габриэля Стемпковского

      - Стефан Немирич (около 1626/1630 — 22 февраля 1684) — украинский военный деятель, брат Юрия Немирича, артиллерист. Во время национально-освободительной войны украинского народа 1648—1657 годов воевал на стороне Речи Посполитой. Под влиянием своего брата Юрия Немирича перешел на службу в украинскую армию. В 1658—1659 годах — генерал от артиллерии Великого княжества Русского, позже каштелян и воевода киевский
        - Христофор (Кшиштоф), баснописец, арианский писатель-полемист
        - Владислав Немирич (ум. 1706), вернулся с отцом домой в 1680 году, принял католицизм, каштелян поланецкий и староста новоселецкий
          - Кароль Юзеф Немирич, похоронен 9 июня 1755 года в Ровно
          - Август Немирич, каштелян поланецкий

      - Владислав Немирич (1619—1653), староста овруцкий
- Генрих Немирич (? — 1805), родился в поселке Черняхов Волынской губернии. В молодом возрасте едет на учёбу в Париж, где увлекся учением французского просветителя, писателя, общественного деятеля Вольтера. Закончив обучение в Париже, Генрих Немирич вернулся на родину вдохновенным последователем этого передового энциклопедиста. Он открыто проповедовал атеистически-материалистические взгляды передовых философов Франции у нас на Волыни, за что приговор польского суда был очень суров: «Отрубить безбожии языка, содрать со спины три паса кожи и почетвертувавшы их на куски раскинуть по полям». Был вынужден уехать за границу, 1805 году умер в Голландии.